# Радкліфф (Айова)
Радкліфф (англ. Radcliffe) — місто (англ. city) в США, в окрузі Гардін штату Айова. Населення — 555 осіб (2020).

## Географія
Радкліфф розташований за координатами 42°19′4″ пн. ш. 93°26′4″ зх. д. / 42.31778° пн. ш. 93.43444° зх. д. (42.317710, -93.434311).  За даними Бюро перепису населення США в 2010 році місто мало площу 2,58 км², уся площа — суходіл.

## Демографія
Згідно з переписом 2010 року, у місті мешкало 545 осіб у 243 домогосподарствах у складі 157 родин. Густота населення становила 211 особа/км².  Було 281 помешкання (109/км²).
Расовий склад населення:
| - 96,1 % — білих - 0,2 % — корінних американців - 3,5 % — осіб інших рас |

До двох чи більше рас належало 0,2 %. Частка іспаномовних становила 5,7 % від усіх жителів.
За віковим діапазоном населення розподілялося таким чином: 23,9 % — особи молодші 18 років, 53,2 % — особи у віці 18—64 років, 22,9 % — особи у віці 65 років та старші. Медіана віку мешканця становила 43,5 року. На 100 осіб жіночої статі у місті припадало 95,3 чоловіків;  на 100 жінок у віці від 18 років та старших — 93,0 чоловіків також старших 18 років.
Середній дохід на одне домашнє господарство  становив 58 313 долари США (медіана — 53 333), а середній дохід на одну сім'ю — 67 090 доларів (медіана — 61 528). Медіана доходів становила 45 707 доларів для чоловіків та 30 703 долари для жінок. За межею бідності перебувало 7,0 % осіб, у тому числі 14,4 % дітей у віці до 18 років та 0,0 % осіб у віці 65 років та старших.
Цивільне працевлаштоване населення становило 304 особи. Основні галузі зайнятості: освіта, охорона здоров'я та соціальна допомога — 18,8 %, виробництво — 16,8 %, роздрібна торгівля — 15,1 %, будівництво — 13,5 %.